# Коктебельский поселковый совет

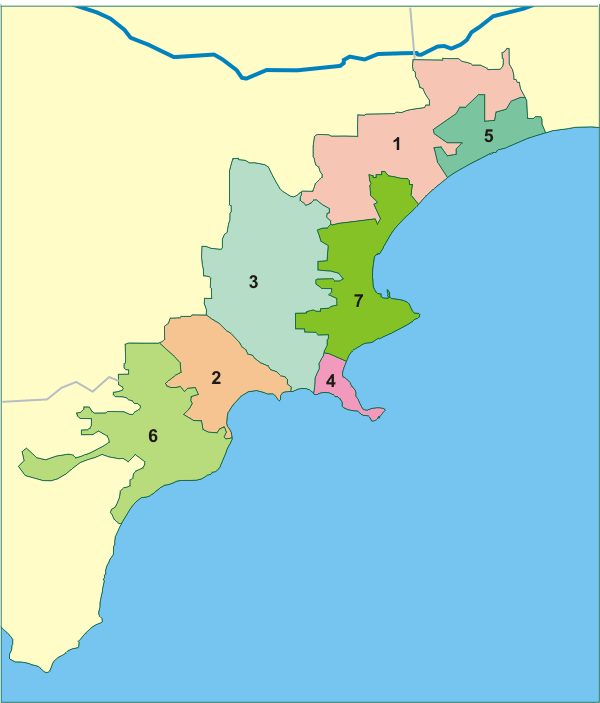
Административное деление Феодосийского горсовета. 1 — Береговой, 2 — Коктебельский, 3 — Насыпновский, 4 — Орджоникидзевский, 5 — Приморский, 6 — Щебетовский

Коктебельский поселковый совет (укр. Коктебельська селищна рада, крымскотат. Köktöbel qasaba şurası) — административно-территориальная единица Феодосийского горсовета АР Крым, на берегу Коктебельского залива Чёрного моря. Население по переписи 2001 года — 3397 человек. Территория бывшего поссовета расположена на побережье Чёрного моря, к юго-западу от Феодосии.
К 2014 году поссовет включал пгт Коктебель и село Наниково.

## История
Коктебельский сельсовет был образован в начале 1920-х годов в составе Феодосийского района. По результатам всесоюзной переписи 17 декабря 1926 года Коктебельский сельский совет включал 9 населённых пунктов с населением 1406 человек.
Также в состав совета входили 2 шоссейные будки с общим населением 11 человек. Постановлением ВЦИК «О реорганизации сети районов Крымской АССР» от 30 октября 1930 года из Феодосийского района был выделен (воссоздан) Старо-Крымский район (по другим сведениям 15 сентября 1931 года) и совет включили в состав. Есть данные, что посёлком городского типа Коктебель стал в 1938 году, по другим данным — в 1960-м. В пользу второго варианта свидетельствует указ Президиума Верховного Совета РСФСР от 21 августа 1945 года, которым Коктебельский сельсовет был переименован в Планерский. С 25 июня 1946 года сельсовет в составе Крымской области РСФСР, а 26 апреля 1954 года Крымская область была передана из состава РСФСР в состав УССР. В 1959 году был ликвидирован Старокрымский район и сельсовет присоединили к Судакскому. На 15 июня 1960 года Планерский сельский совет Судакского района уже имел современный состав. Указом Президиума Верховного Совета УССР «Об укрупнении сельских районов Крымской области», от 30 декабря 1962 года Судакский район был упразднён и совет включили в состав Алуштинского района. 1 января 1965 года, указом Президиума ВС УССР «О внесении изменений в административное районирование УССР — по Крымской области» Планерский поссовет передан в состав Феодосийского горсовета.
На 1968 и 1977 год в составе совета вместо Наниково записано село Курортное, что возможно, ошибка, поскольку в тех же справочниках Наниково значится в Щебетовском поссовете, что географически нелепо. С 12 февраля 1991 года сельсовет в восстановленной Крымской АССР, 26 февраля 1992 года переименованной в Автономную Республику Крым. Постановлением Верховного Совета Крыма от 1 июля 1992 года № 112-1 посёлку Планерское возвращено историческое название Коктебель и поссовет, соответственно, стал Коктебельским. С 21 марта 2014 года в составе Крыма аннексирован Россией.
В рамках российского административно-территориального деления Крыма, созданного в 2014 году, Коктебельский поселковый совет был упразднён. В структуре российской администрации Феодосии в 2014—2020 годах существовала Коктебельская поселковая администрация, а с 2020 года — Коктебельский отдел Управления территорий администрации Феодосии.